# Ca' d'Oro
La Ca' d'Oro est l'un des palais les plus connus du Grand Canal dans le sestiere (quartier) du Cannaregio (N.A.3933) à Venise.

## Toponymie
Elle doit son nom aux décorations externes dorées et polychromes qui ont orné ses murs. La « maison d'or », le terme ca’ vient du dialecte vénitien qui signifie « maison », équivalent du mot casa en italien. Les peintures originales de la façade, aujourd'hui disparues, sont dues au peintre Jean Charlier, dit Zuane de Francia.

## Historique
Le palais a été construit entre 1421 et 1434 pour Marino Contarini (it), procureur de saint Marc ; conçu par l'architecte Marco d'Amadio. Son édification et sa décoration sont dues aux architectes et sculpteurs Matteo Raverti (it), Giovanni Bon et son fils Bartolomeo ; ces deux derniers sont connus pour leur travail au Palais des Doges et en particulier pour la Porta della Carta et sa sculpture monumentale du Jugement de Salomon.

## Description

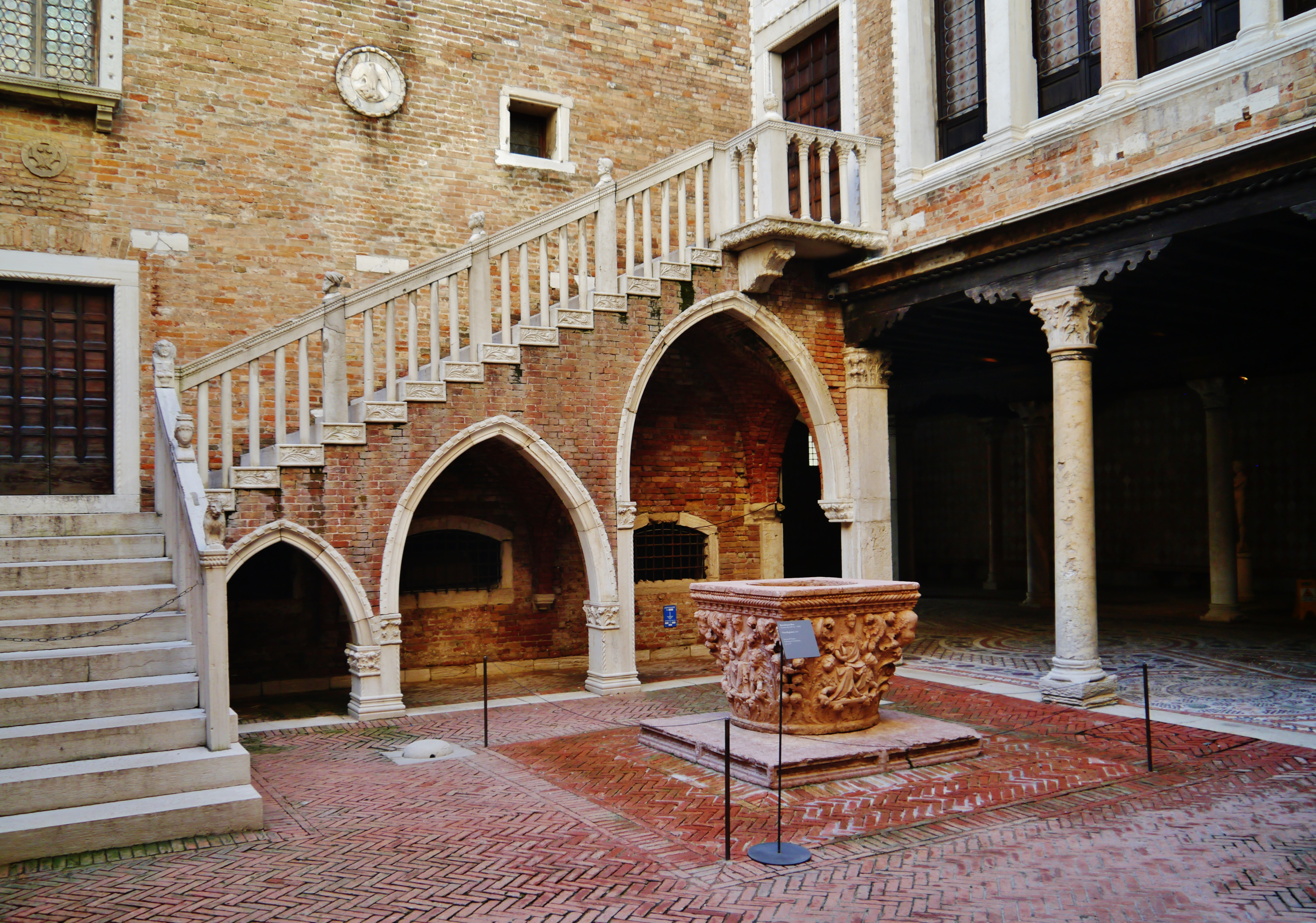
La cour intérieure.

La Ca' d'Oro représente un bon exemple du style qui marque le passage du Gothique à la Renaissance à Venise.
Les réseaux de galerie aux premier et second étages. Les parapets des fenêtres et des balcons montrent clairement des formes appartenant encore au gothique tardif ; la colonnade du rez-de-chaussée et les petites fenêtres carrées de l'aile droite évoquent déjà, quant à elles, le style de la Renaissance.
Il y a plusieurs hypothèses en ce qui concerne l'asymétrie de la façade. Il se peut que le projet initial ait été plus ample, prévoyant une autre aile restituant la symétrie à l'ensemble. Mais il n'est pas exclu qu'il s'agisse d'une volonté d'innover en focalisant l'attention sur les détails de la façade, véritable œuvre d'orfèvrerie architecturale.
À la chute de la république de Venise en 1797, le palais a plusieurs fois changé de propriétaires. L'un d'eux, au XIXe siècle, est le prince Alexandre Vassiliévitch Troubetzkoï (1813-1889) favori de l'impératrice de russie, et qui en avait fait un pied-à-terre pour sa favorite la ballerine Marie Taglioni dont il deviendra plus tard le beau-fils. Durant les travaux de restauration conduits par Giovanni Battista Meduna (it) au cours du XIXe siècle, d'importantes détériorations sont portées à l'édifice, avec notamment la destruction de l'escalier gothique de la cour intérieure, ainsi que les balcons donnant sur cette même cour.
En 1922, la Ca' d'Oro a été léguée à l'État italien par son dernier propriétaire et sauveur, le baron Giorgio Franchetti (it) (1865-1922), qui l'avait acquise en 1894 du prince  Troubetzkoï . Après d'importantes restaurations destinées à lui rendre son lustre d'antan (incluant notamment la reconstruction de l'escalier), la margelle du puits oeuvre de Bartolemeo Bon et la recomposition des pavements en mosaïques de la Renaissance.

## Collections
Le palais accueille désormais la galerie Giorgio Franchetti, et expose des peintures des écoles toscane et flamande, entre autres peintures et sculptures.

### Peintures
- Francesco Guardi (1712-1793:
  - "La Piazetta", huile sur toile.
  - "Le Môle", huile sur toile, 45,5 x 72,5cm.
- Andrea Mantegna : Saint Sébastien, tempera sur toile (1490)

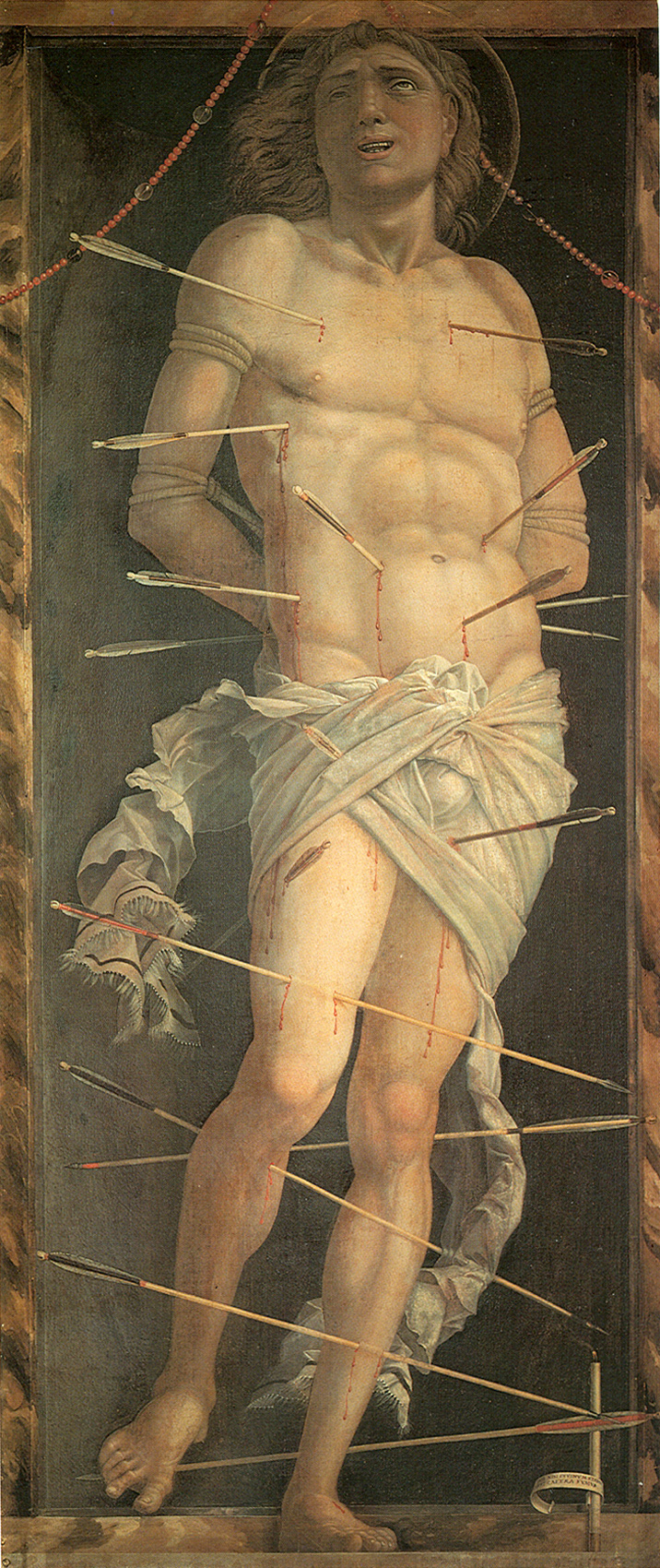
Saint Sébastien de Venise  (1490) panneau 213 × 95 cm.Venise Ca' d'Oro

### Sculptures

#### Bronzes
- Pier Jacopo Alari Bonacolsi dit l'Antico (vers 1460?-1528), " Apollon du Belvédère", bronze partiellement dore patine noire argent, 45,7x23,5cm, diamètre de la base 13cm.

#### Marbres
- Tullio Lombardo  (v.1455-1532): "Double portrait, marbre

## Directeurs
- Claudia Cremonini (2023)

## Sépulture
Le baron Giorgio Franchetti repose au sein de la Ca' d'Oro sous une demi-colonne de porphyre antique dans la cour.